# Marcel Merčiak
Marcel Merčiak (* 31. srpna 1975, Prešov, Československo) je slovenský sportovní komentátor a novinář, šéf sportu na RTVS. Má výbornou paměť, díky čemuž může komentování sportovních přenosů okořenit spoustou zajímavých statistik a perliček. Má přezdívku chodící encyklopedie. Komentuje především fotbal, také lední hokej, a biatlon.
V roce 2013 získal ocenění Absolutní OTO a vyhrál také v kategorii Komentátor TV športu. V roce 2014 tato ocenění obhájil. V dubnu 2014 se stal moderátorem zábavné show Čo ja viem na RTVS. Mimo jiné se zúčastnil internetové vědomostní soutěže Fotbalový milionář, kde se mu podařilo zvítězit.

## Dílo
- Hviezdy svetového futbalu – Motýľ, 2001, 1. vydání, Bratislava, 127 stran, ISBN 8088978599
- Brasil, Brasil! – Star Press, 2002, 128 stran, ISBN 8097877228